# 新老娘舅
《新老娘舅》是上海广播电视台都市频道（原娱乐频道）推出的一档纠纷调解电视节目，节目亦曾在苏州广播电视总台文化生活频道（2016年起改在社会经济频道）播出。每期节目邀请一对（一群）互相之间存在矛盾的的当事人和一位人民调解员来调节双方之间的纠纷。节目开播以来，一直受到很高的关注。或许是因为它的前身太过于引人注目，但最主要的原因是节目大打纠纷牌，将双方当事人在节目现场所发生的口头乃至肢体冲突“原生态”地呈现在观众面前。当然，这种手法也引致许多争议。
2016年10月24日，《新老娘舅》由于节目讨论了关于90后女孩三度被强暴生下3个孩子的事件，致使上海市文化广播影视管理局发布禁令，要求立即停播整改。2017年3月20日起恢复播出。

## 历史
新老娘舅脱胎于现已停播的情景喜剧《老娘舅》。2007年9月，老娘舅的大结局播放，从此之后老娘舅开始重播以前的节目。同时，一档替代老娘舅的节目开始筹划。最后选定制作一档纠纷调解节目，以配合中国高层所提出的和谐社会的概念。2008年1月，新老娘舅正式在上海本地的娱乐频道开播。

## 节目形式
在上海话中，老娘舅通常表示“受尊敬的老者，和事佬”，而《新老娘舅》中的老娘舅正是得名于此（其前身《老娘舅》也是这个含义）。每期节目有一个固定的主持人和一位被邀请的人民调解员。大多数情况下，邀请的人民调解员通常是在当事人所在的街道工作的。每期节目邀请两名（或两群，依实际情况而定）纠纷当事人，各自阐述矛盾的原因。然后，调解员就会与纠纷双方商讨出一个合适的解决方案，待纠纷双方都同意方案后，节目结束。
考虑到当事人的要求，在播出的节目中当事人可以选择戴墨镜、打马赛克、拍摄背影（阴影）、进行声音处理或只出现声音以保护自己的隐私。节目中，双方当事人可以根据自身习惯选择使用上海话还是使用普通话。

## 评价
因其新颖的节目形式，节目总体得到了正面的评价。一些调解员也因此一炮而红，例如柏万青。

### 争议
《新老娘舅》节目形式的特殊性也引来了不少的争议，主要集中在节目中人物、事件的真实性以及节目本身的形式是否合理。
2008年7月31日，有网友发现在当天《百家心·阿庆讲故事》节目中出现的一个女角色“潘利群”与几天前上新老娘舅节目中的当事人。唯一的不同就是在《新老娘舅》节目中她戴了了副墨镜和一个颈椎拖。
2016年10月，《新老娘舅》节目讨论了关于90后女孩三度被强暴生下3个孩子的事件，引发争议，有观众要求有关部门立即停播该节目。中国官媒新华网也发表评论：“17岁的女孩被三个男人轮奸，让人震惊又气愤的事，女孩的母亲和外婆在事发后居然没有选择报警，而是沉默！妈妈称没有直接证据就没有报警，认为报警无用，多么匪夷所思，多么愚蠢无知！气得老娘舅拍案而起！”。在引发舆论广泛质疑时，调解员柏万青曾进行过回应，《新老娘舅》官方微博也对此进行了转发，但随之秒删。10月24日，上海市文化广播影视管理局发布消息，对《新老娘舅》作出违规处理。根据文件，《新老娘舅》选择离奇个案，内容刺激猎奇，过度展示畸形与丑恶，造成恶劣的社会影响。上海市文化广播影视管理局还表示，要求该节目立即停播整改，责令该栏目关停。10月26日，《新老娘舅》正式停播，取而代之的是重播的《36度7明星听诊会》，节目下方的滚动字幕称“《新老娘舅》节目由于临时版面调整，暂停播出，请广大观众予以谅解”。从10月27日起，本节目播出时段被《万万看不懂》取代（此节目曾在东方卫视播出，并改名《两代会议厅》，现已停播）。
2017年3月20日，《新老娘舅》恢复播出，节目新增了暗灯调解板块、密室讨论环节，每期调解员数量由一位变成三位。然而著名调解员柏万青并没有出现在节目中。2018年7月23日，《新老娘舅》再次改版，新节目名称为《新老娘舅·我要问律师》。